# Ітайм-Бібі (округ Сан-Паулу)
Ітайм-Бібі (порт. Itaim Bibi) — округ в південно-східній частині міста Сан-Паулу. Адміністративно округ знаходиться в субпрефектурі Піньєйрус. Окріг містить такі райони як Віла-Олімпія (Vila Olímpia) — центр нічного життя міста, зокрема расторанів та клубів, Бруклін-Пауліста (Brooklin Paulista) та Бруклін-Ново (Brooklin Novo) — нові ділові райони, де зараз розташовано багато представництв транснаціональних компаній.
| Бразилія | Це незавершена стаття з географії Бразилії. Ви можете допомогти проєкту, виправивши або дописавши її. |